# Il gioiello del Nilo
Il gioiello del Nilo (The Jewel of the Nile) è un film del 1985 diretto da Lewis Teague, sequel del film All'inseguimento della pietra verde (1984).

## Trama
Sei mesi dopo le avventure del primo film, Jack T. Colton e Joan Wilder vivono assieme un'apparente vita felice su una barca. In realtà Jack rimpiange di aver lasciato la sua vita avventurosa e Joan ha ormai perso l'ispirazione, non vivendo più fantastiche avventure, e sta avendo difficoltà a scrivere il suo successivo romanzo. Tutto cambia quando Joan incontra Omar, sovrano di Kadir, una fittizia nazione del Medio Oriente. Omar offre a Joan la possibilità di vivere come una regina nel suo palazzo mentre scrive le numerose gesta della sua vita. Nel frattempo Jack si imbatte in Ralph, scappato di prigione con il solo scopo di ucciderlo per vendicarsi di averlo abbandonato in Colombia. Improvvisamente la lite viene interrotta dall'esplosione della barca di Jack. Un presunto terrorista che ha tentato di uccidere Omar li convince a trovare il Gioiello del Nilo (il più grande tesoro mediorientale) e salvare Joan dal perfido sovrano; i due si impegnano a collaborare per raggiungere il regno Kadir.
Durante il soggiorno nel suo palazzo, anche Joan scopre che Omar è un dittatore brutale. Viene quindi imprigionata dall'uomo finché non accetterà di finire l'articolo che lo avrebbe reso un sovrano illuminato in grado di unire il mondo arabo. Nel carcere del palazzo Joan incontra un uomo santo, Al-Julhara, che è in realtà il Gioiello del Nilo, ed è dotato di strani poteri; i due fuggono dal palazzo inseguiti da Omar e s'imbattono in Jack e Ralph arrivati da poco; l'esercito spara contro di loro. Jack, Joan e Al fuggono su un jet, intanto un gruppo di ribelli irrompe in città ingaggiando uno scontro contro i soldati. I tre dopo una disastrosa fuga, nel corso della quale il jet non riuscirà a decollare, devasteranno la città e gli armamenti di Omar, ma arrivando nel deserto, s'imbattono in una tribù locale. Jack si ritrova contro un gigante, ma grazie ad Al ha la meglio e ottengono ospitalità per la notte. Intanto lui e Joan si riavvicinano, e Ralph, trovato dai ribelli, ne diventa membro dopo aver superato per sbaglio una prova. Il giorno dopo, mentre si incamminano, Joan rivela a Jack che Al-Julhara è il Gioiello del Nilo. Dopo un lungo inseguimento vengono tutti catturati da Omar, il cui piano è di tenere imprigionato Al per poter dimostrare in una pubblica cerimonia i suoi poteri ed essere quindi incaricato di governare le nazioni mediorientali. Joan e Jack vengono intrappolati sopra un pozzo legati a delle corde che stanno per spezzarsi, masticate da topi e sciolte con dell'acido, ma vengono salvati da Ralph e dai ribelli. Jack e Joan interrompono la cerimonia tenuta da Omar e i ribelli iniziano a lottare contro le guardie. La piattaforma di Omar si schianta contro il palcoscenico provocando un incendio, dove l'uomo precipita e muore carbonizzato, mentre Al-Julhara mostrerà i suoi poteri camminando tra le fiamme e dimostrando di essere il vero leader spirituale, mentre Jack e Joan riescono a salvarsi grazie a Ralph.
Il film si conclude con Jack e Joan che si sposano e con Al che celebra la cerimonia, mentre Ralph, dopo aver dimostrato di essere un vero sultano, viene premiato con un pugnale ingioiellato di inestimabile valore.

## Produzione
Nonostante Il gioiello del Nilo abbia incassato al botteghino quasi quanto il precedente All'inseguimento della pietra verde, rispetto a quest'ultimo però non ebbe la stessa accoglienza positiva da parte della critica. Kathleen Turner e Michael Douglas affermarono che girarono questo secondo capitolo solo perché erano contrattualmente obbligati a farlo; a un certo punto, durante la pre-produzione, Turner cercò di uscire dal progetto ma la 20th Century Fox la minacciò con una causa da 25 milioni di dollari. Turner, Douglas e Danny DeVito in seguito si riuniranno nel film indipendente La guerra dei Roses.

## Accoglienza

### Critica
La critica ritenne che il film palesasse numerose falle nella trama, e che più di tutto mancasse dell'originale fascino del primo capitolo. Il The New York Times scrisse: «non c'è niente, ne Il gioiello del Nilo, [di] più divertente o più fantasioso di All'inseguimento della pietra verde». Roger Ebert convenne che «non è assolutamente alla pari con All'inseguimento della pietra verde», ma comunque elogiò l'interazione tra Douglas e Turner: «sembra chiaro che si sono divertiti durante la sfilata di situazioni ridicole nel film, e la chimica tra di loro a volte è più divertente che alcuni espedienti della trama».